# Копанцов, Руслан Анатольевич
Русла́н Анато́льевич Копанцо́в (бел. Руслан Анатолевіч Капанцоў; 12 мая 1981, Могилёв) — белорусский футболист, вратарь клуба «Горки».

## Карьера
Футболом начал заниматься с 9 лет. Воспитанник могилёвской СДЮШОР № 7. Первый тренер — Александр Степанович Вобсев. Первым профессиональным клубом в карьере стал могилёвский «Вейно-Днепр» (фарм-клуб «Днепр-Трансмаша»), позже играл и за главную команду Могилёва. В 2003 году играл за минское «Динамо», в составе которого стал бронзовым призёром чемпионата и выиграл Кубок Беларуси.
Следующий сезон отыграл в бобруйской «Белшине», а затем вернулся в Могилёв. В составе «Днепра» стал бронзовым призёром чемпионата-2009, принимал участие в Кубке Содружества 2010, где могилевчане дошли до четвертьфинальной стадии. Участвовал в квалификационных матчах Лиги Европы 2010/11. В январе 2011 года перешёл в бобруйскую «Белшину». По окончании сезона 2012 покинул клуб.
Первую половину 2013 года пропустил, восстанавливаясь от травмы. В сентябре для поддержания формы стал игроком пинской «Волны», где получал игровую практику.
В 2014 году подписал контракт с солигорским «Шахтёром». Был вторым вратарём после Артура Котенко. В мае получил травму и перестал попадать в заявку солигорского клуба. В июле покинул «Шахтёр», так и не сыграв ни единого матча за клуб.
В феврале 2015 года вернулся в могилёвский «Днепр», где стал чередоваться с Владимиром Журовым. В феврале 2016 года продлил контракт с могилевчанами. В сезоне 2016 уступил место в основе молодому Павлу Павлюченко. В сезоне 2017 был вторым вратарём после Игоря Довгялло.
В январе 2018 года по окончании контракта покинул могилёвский клуб и вскоре стал игроком «Белшины». В первой половине сезона 2018 был основным вратарём, однако позднее стал чаще оказываться на скамейке запасных. По окончании сезона покинул клуб.
В апреле 2019 года перешёл в «Горки».

### В сборной
Провёл 3 матча за молодёжную сборную Беларуси.

## Достижения
- Бронзовый призёр чемпионата Беларуси (2): 2003, 2009
- Обладатель Кубка Беларуси (2): 2002/03, 2013/14